# D-2 Narodovolets
Le D-2 Narodovolets (russe : Д-2 «Народоволец»)  est un ancien sous-marin d'attaque conventionnel de la marine soviétique de la Seconde Guerre mondiale de classe Dekabrist mis en service en 1929 dans la flotte de la Baltique et décommissionné en 1987. Il est exposé à  Saint-Pétersbourg en tant que navire musée au Musée central de la Marine de guerre.

## Galerie

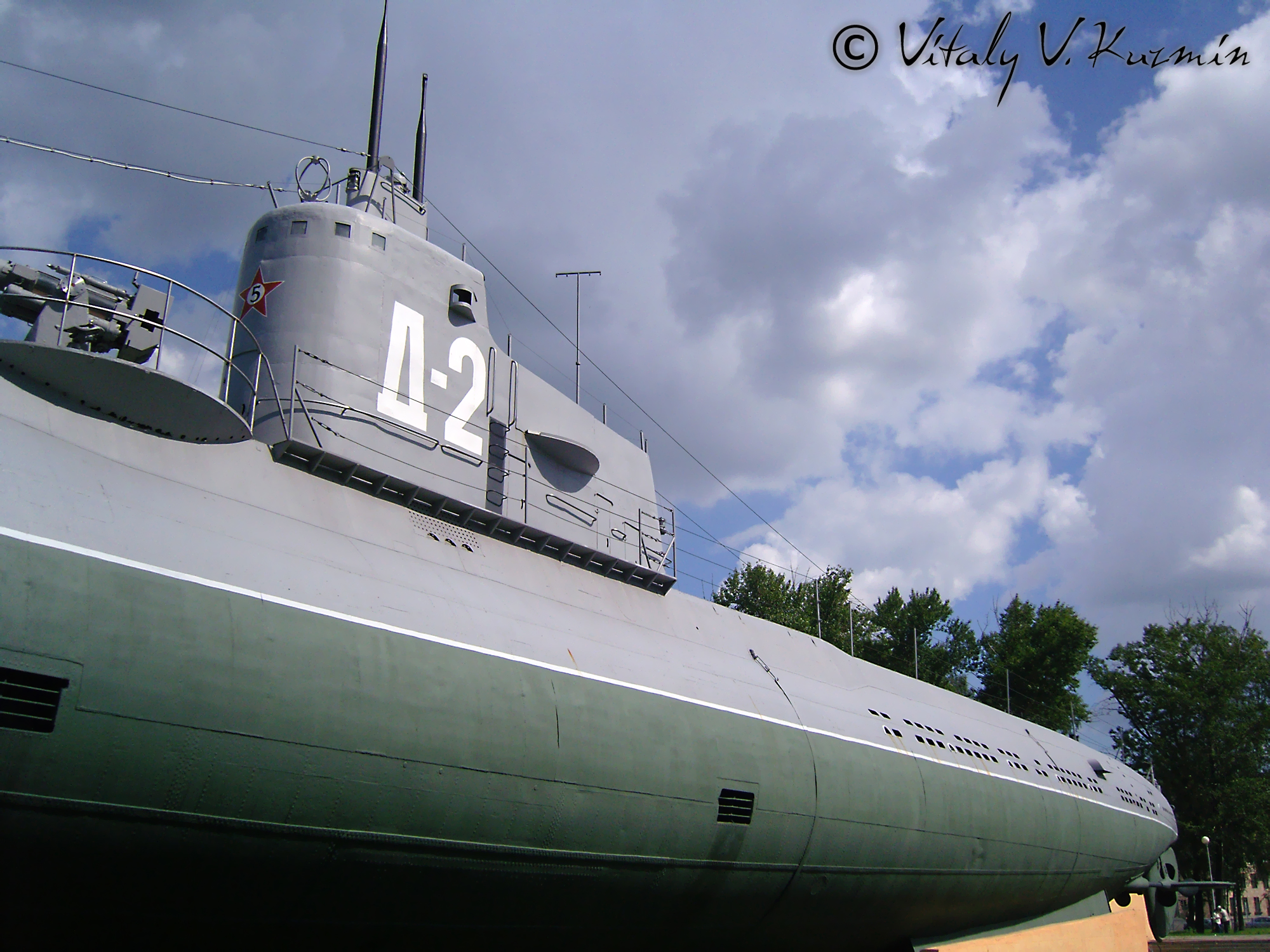
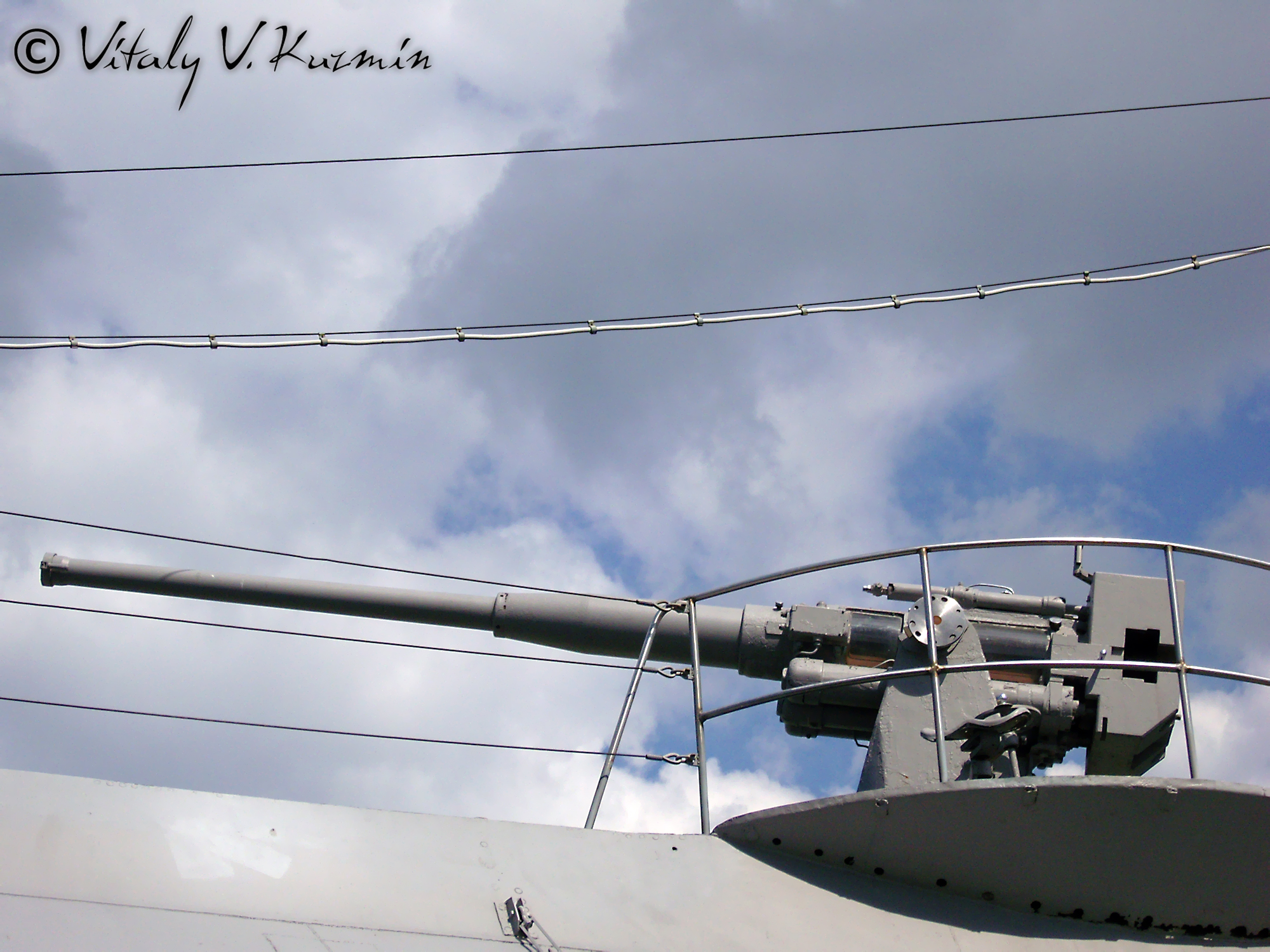
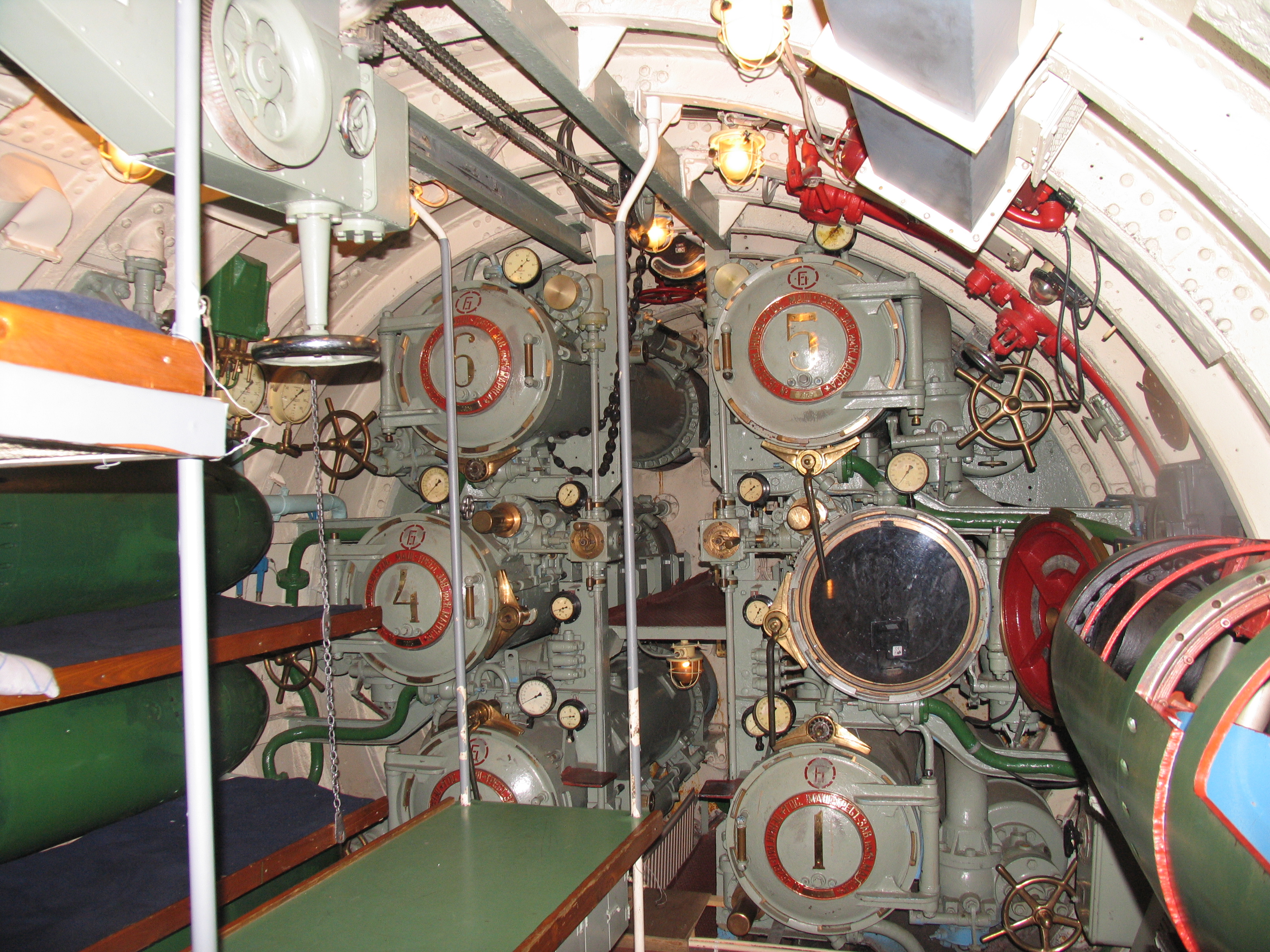